# Gommern
Gommern – miasto w Niemczech, w kraju związkowym Saksonia-Anhalt, w powiecie Jerichower Land. Przez miasto przepływa rzeka Ehle, która jest dopływem Łaby.
1 stycznia 2005 do miasta przyłączono Dannigkow, Dornburg, Karith, Ladeburg, Leitzkau, Menz, Nedlitz, Vehlitz i Wahlitz. 1 stycznia 2008 przyłączono Prödel a rok później gminę Lübs.
W języku polskim miasto notowane w przeszłości pod nazwą Gątymir.

## Demografia

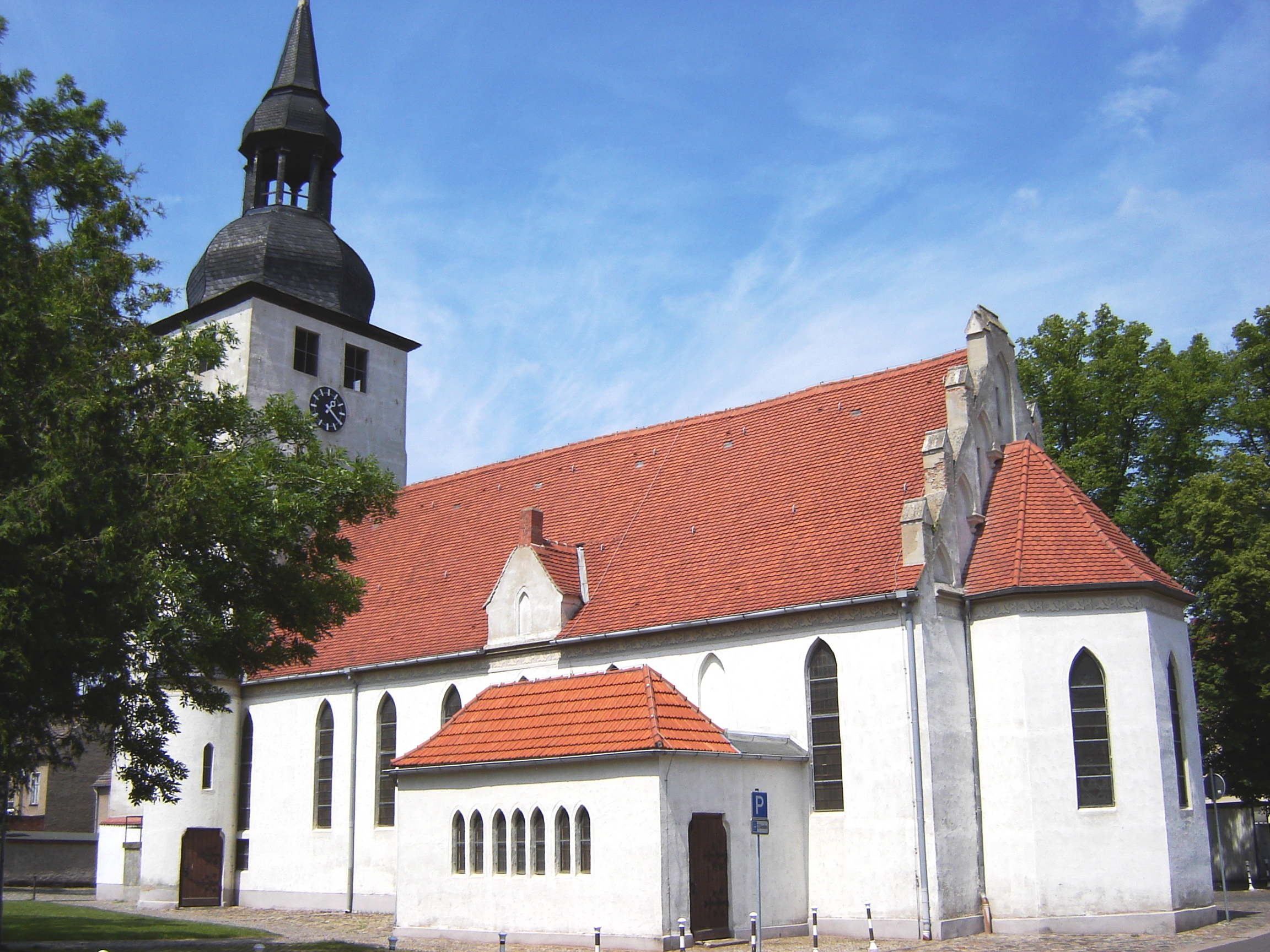
Kościół Świętej Trójcy (Trinitatiskirche)

| - 1555: 200 - 1607: 600 - 1697: 600 - 1806: 1 300 - 1890: 4 409 | - 1933: 5 313 - 1967: 6 814 - 1995: 6 405 - 2005: 11 371 |

## Polityka
Od 9 października 2005 rada miasta składa się z 28 członków:
- SPD 33,7%
- FDP 24,0%
- CDU 23,5%
- FWGL 9,4
- Die Linke 9,3%

## Współpraca
Miejscowości partnerskie:
- Königslutter am Elm, Dolna Saksonia
- Saint-Jean-de-la-Ruelle, Francja